# EcoBlue 2.0
Das Volkswagen EcoBlue 2.0 ist ein Blockheizkraftwerk, das von Volkswagen entwickelt und hergestellt wird.

## Geschichte

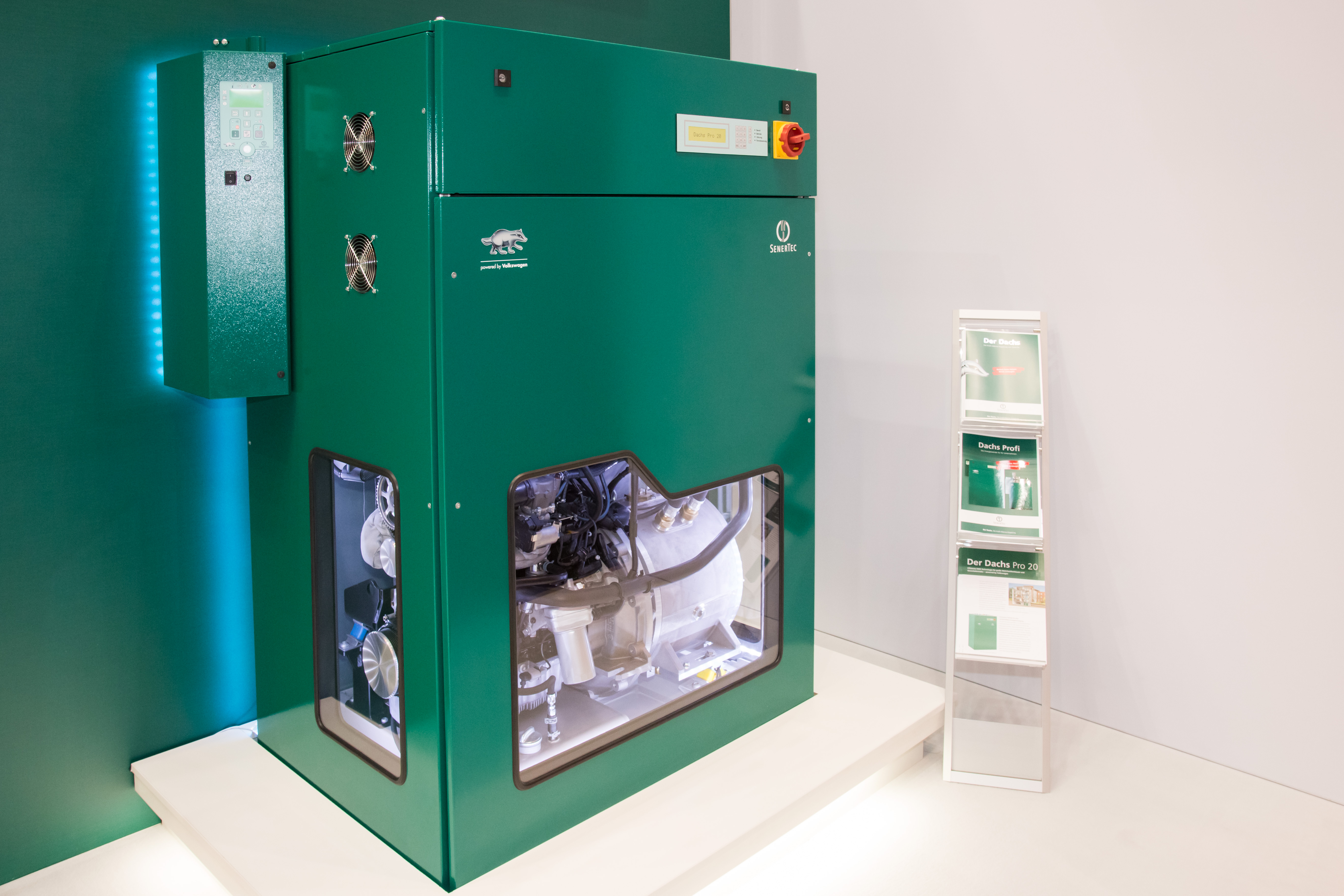
Dachs Pro 20 ST

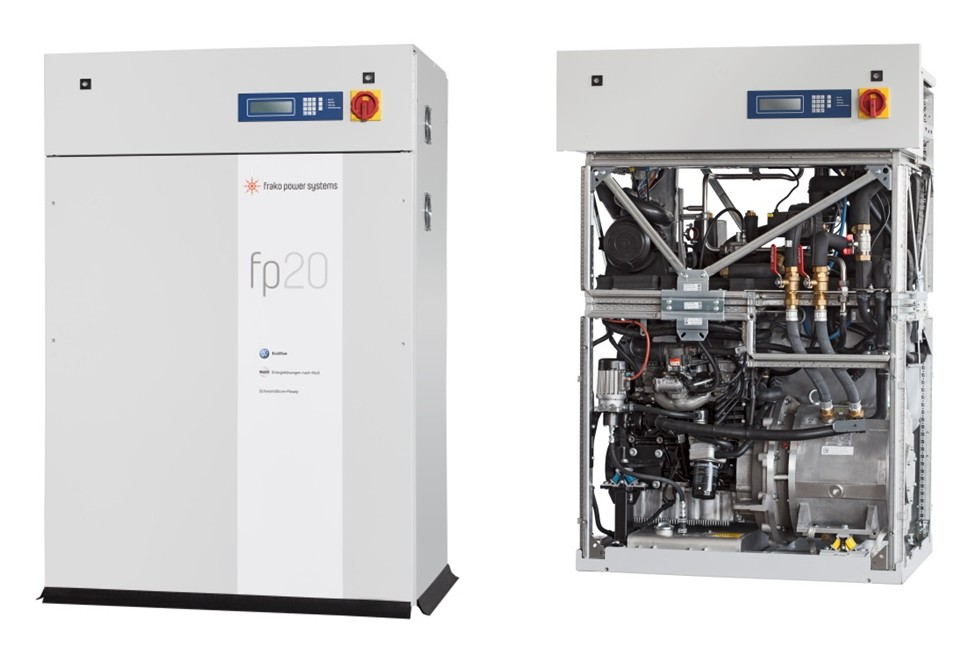
Fp20 Blockheizkraftwerk

Schon in den 1950er Jahren produzierte Volkswagen Industriemotoren und entwickelte diese in den folgenden Jahrzehnten im Hinblick auf Effizienz und Umweltverträglichkeit weiter. Diese Industriemotoren werden im Motorenwerk Salzgitter hergestellt. Hier wird auch das Kleinkraftwerk EcoBlue 2.0 angefertigt.
Im Jahr 2009 entstand eine Kooperation mit dem Energieunternehmen LichtBlick. Der Energieversorger sorgte für den Vertrieb und Betrieb des Eco Blue 2.0 mit dem Produktnamen „ZuhauseKraftwerk“. Da aber das Ziel, 100.000 Kraftwerke in wenigen Jahren zu verkaufen, nicht erreicht wurde, beendete man im Juni 2014 die Kooperation. Bis dahin wurden von LichtBlick etwa 1.500 Geräte vertrieben. Seitdem wird der Vertrieb des VW EcoBlue 2.0 vom Kleinkraftwerke-Hersteller SenerTec unter dem Produktnamen Dachs Pro 20 ST übernommen. Ebenfalls wird das VW EcoBlue 2.0 seit dem Jahr 2013 von frako power systems, Anbieter für effiziente Energie in Industrie und Gewerbe, unter dem Namen fp20 Blockheizkraftwerk vertrieben.

## Funktionsweise
Das Kleinkraftwerk EcoBlue 2.0 funktioniert auf Basis der Kraft-Wärme-Kopplung, bei der ein herkömmlicher 2,0-Liter-Gas-Verbrennungsmotor mit einem Stromgenerator gekoppelt wird. Der Motor (Bezeichnung „VW CNBG 2.0“) ist aus einem herkömmlichen Automotor, wie er in den Modellen Caddy und Touran zu finden ist, entwickelt worden.
Diese Blockheizkraftwerke (BHKW) werden Hausbesitzern und Firmen (wegen der sperrigen Maße meist im Keller) zur Verfügung gestellt. Für Wohnungsbesitzer lohnen sich BHKWs aufgrund der hohen Energieleistung nicht, für Wohnungseigentümer-Gemeinschaften, wenn das BHKW für alle Wohnungen im Gebäude neben der Heizung auch Warmwasser liefert, rentiert sich die Anlage sehr wohl. Schaltet der Nutzer nun das Kraftwerk ein, produziert dieses durch die Verbrennung von Erdgas Strom. Dieser wird, sofern benötigt, in das Energienetz des Hauses eingespeist. Überschüssiger Strom fließt dann in das öffentliche Stromnetz. Die beim Verbrennungsprozess entstehende Abwärme wird wiederum zum Heizen und zur Warmwasseraufbereitung genutzt. Die produzierte Wärme wird in unterschiedlich dimensionierten Wärmespeichern (600, 800, 1000 Liter) konserviert.

## Vorteile
Die Idee von BHKW ist die dezentrale und wetterunabhängige Energieversorgung. Gibt es wenig Wind oder Sonne, um mit Windkraft- oder Photovoltaikanlagen Strom zu erzeugen, oder treten Lastspitzen im Energiebedarf auf, kann der Energieversorger die Heizkraftwerke in Ein- und Mehrfamilienhäusern sowie Firmen oder öffentliche Gebäude einschalten und so den vakanten Strombedarf decken. Durch diese dezentrale Lösung kann das Problem, dass Strom nur schwer gespeichert werden kann, umgangen werden.
Außerdem verursacht das EcoBlue 2.0 60 Prozent weniger CO2 als die herkömmliche Energie- und Wärmeerzeugung.

## Daten
| VW EcoBlue 2.0               |                                                                               |
| ---------------------------- | ----------------------------------------------------------------------------- |
| Anwendungsbereich            | Schulen, Gastronomie, Mehrfamilienhäuser etc.                                 |
| Brennstoff                   | Erdgas H/L                                                                    |
| Brennstoffverbrauch          | k. A.                                                                         |
| Geräuschniveau               | < 50 dB(A)                                                                    |
| Motor                        | VW 2,0 l CNG-EcoFuel 4 Zyl. 4-Takt Otto (lambdageregelter 3-Wege-Katalysator) |
| Hubraum                      | 2.000 cm³                                                                     |
| Drehzahlbereich              | 1.500/min                                                                     |
| Emissionswerte NOx           | < 100 mg/Nm³                                                                  |
| Emissionswerte CO            | < 125 mg/Nm³                                                                  |
| elektrische Leistung (Strom) | 19,2 kW                                                                       |
| thermische Leistung (Wärme)  | 36,1 kW                                                                       |
| Wirkungsgrad elektrisch      | k. A.                                                                         |
| Wirkungsgrad thermisch       | k. A.                                                                         |
| Gesamtwirkungsgrad           | > 92 %                                                                        |
| Stromkennzahl                | 0,53                                                                          |
| Abmessungen in cm (L×B×H)    | 116,5 × 85,5 × 170,0                                                          |
| Platzbedarf in cm (L×B)      | 196,5 × 125,5 (80,0 cm Wartungsfläche vor und 20 cm neben dem Gerät)          |
| Gewicht                      | 700 kg                                                                        |
| Vorlauftemperatur            | max. 90 °C                                                                    |
| Rücklauftemperatur           | max. 70 °C                                                                    |
| Stromanschluss               | 400 V, 50 Hz                                                                  |
| Serviceintervall             | alle 6.000 Bh bzw. alle 2 Jahre                                               |
| Zulassungen/Zertifizierungen | k. A.                                                                         |